# Knollwood (Illinois)
Knollwood – jednostka osadnicza w Stanach Zjednoczonych, w stanie Illinois, w hrabstwie Lake.